# Los niños del cura
Los niños del cura es una película que une el género  Drama comedias y religión  en una cinta para contar una historia con escenas de comedia y drama a la vez, este film se realizó en Croacia, dirigida por Vinko Bresan. Esta película se estrenó en 2014 y se encuentra disponible en varios idiomas como español, inglés, etc.

## Sinopsis
Don Fabian es un cura joven recién llegado a una pequeña isla del Adriático. Al darse cuenta de que la población del lugar se encuentra en decline, decide conspirar con el quiosquero y el farmacéutico local a fin de agujerear los preservativos que estos venden, para fomentar la natalidad. Pero el inevitable crecimiento demográfico convierte a la isla en foco de atracción para parejas extranjeras con problemas de fertilidad.

## Premios
La cinta fue nominada en los Premios del Cine Europeo de 2013 a Mejor comedia

## Críticas
"Mantiene un brillante tono caricaturesco no importa lo extravagante u horripilante que se ponga la historia, con una creciente disparidad entre la forma y el contenido que proporciona algunas de las mejores risas."
"Una comedia poco original, pero muy entretenida sobre clero y condones."
"Esta sátira mordaz se burla de cuestiones éticas candentes con un estilo muy cinematográfico, con garbo y con ritmo."